# فردیناند ماریان
فردیناند ماریان (انگلیسی: Ferdinand Marian؛ ۱۴ اوت ۱۹۰۲ – ۷ اوت ۱۹۴۶) یک هنرپیشه اهل اتریش بود.